# Papaïchton
Papaïchton é uma comuna francesa do departamento de ultramar da Guiana Francesa. Sua população em 2007 era de 2 296 habitantes. A comuna está situada nas margens do rio Maroni, que também é a única forma de acesso à Papaïchton.
Capital dos quilombolas da etnia boni (também chamados aluku), é onde o reside o "gaaman" (ou "grande homem"), líder político e religioso dos bonis .

## Ligações Externas
- Site do Conselho geral da Guiana